# الو ترائوره
الو ترائوره بازیکن فوتبال اهل مالی است. وی دوفصل پیش در تیم تراکتورسازی تبریز بازی می‌کرد.